# 島沢ノリコ
島沢 ノリコ（しまざわ ノリコ、1月19日 - ）は、東京都出身で、フリーランスの女性アニメーター、キャラクターデザイナーである。血液型はAB型、星座はやぎ座。島澤 範子や島沢 ノリ子とクレジットされる場合がある。
高校を卒業後、アニメーション関連のデザイン系専門学校を経て、アニメ業界入り。
ここ数年は、ゼクシズやフィール制作のテレビアニメに数多く参加している。

## 主な参加作品
（）内は、作品に参加した年度、もしくは放送開始年度（制作年度）。

### テレビアニメ
- 爆闘宣言ダイガンダー（2002年）原画
- キン肉マンII世 second generations（2002年）原画
- スパイラル －推理の絆－（2002年）原画
- ちょびっツ（2002年）原画
- 奇鋼仙女ロウラン（2002年）原画
- THE ビッグオー（2003年）原画
- D.C. 〜ダ・カーポ〜（2003年）原画・作画監督
- ONE PIECE（2004年）原画
- 鉄人28号（2004年）原画
- DAN DOH!!（2004年）作画監督
- φなる・あぷろーち（2004年）キャラクターデザイン・総作画監督・作画監督
- D.C.S.S. 〜ダ・カーポ セカンドシーズン〜（2005年）作画監督
- Canvas2 〜虹色のスケッチ〜（2005年 - 2006年）原画・OP原画
- 乙女はお姉さまに恋してる（2006年）キャラクターデザイン・総作画監督・作画監督
- ネギま!?（2007年）作画監督補佐
- ななついろ★ドロップス（2007年）OP原画
- D.C.II 〜ダ・カーポII〜（2007年）キャラクターデザイン・総作画監督・作画監督
- D.C.II S.S. 〜ダ・カーポII セカンドシーズン〜（2008年）キャラクターデザイン・作画監督
- 鉄腕バーディー DECODE（2008年）原画
- うみものがたり 〜あなたがいてくれたコト〜（2009年）作画監督・原画・OP原画
- FAIRY TAIL（2009年）OP1原画
- おまもりひまり（2010年）作画監督・原画
- 伝説の勇者の伝説（2010年）キャラクターデザイン・総作画監督・OPED作画監督[1]
- お兄ちゃんのことなんかぜんぜん好きじゃないんだからねっ!!（2011年）BL作画
- 俺たちに翼はない（2011年）OP原画
- まよチキ!（2011年）執事設定協力・OP原画
- いつか天魔の黒ウサギ（2011年）作画監督補佐・原画・ED作画監督・OPED原画
- 惡の華（2013年）総作画監督・作画監督・作画監督補佐
- DIABOLIK LOVERS（2013年）作画監督・原画・第二原画・OP原画
- 少年ハリウッド -HOLLY STAGE FOR 49-（2014年）作画監督
- 舟を編む（2016年）キーアニメーター・作画監督
- フレームアームズ・ガール（2017年）衣装デザイン・作画監督
- 鹿楓堂よついろ日和（2018年）衣装デザイン・作画監督・総作画監督・猫総作画監督
- シャドウバース（2020年）作画監督・キャラクター総作画監督
- バクテン!!（2021年）作画監督

### OVA
- がぁーでぃあんHearts（2003年）原画
- テイルズ オブ ファンタジア THE ANIMATION（2004年）作画監督
- D.C.I&II P.S.P. RE-ANIMATED（2010年）キャラクター設定・総作画監督

### 劇場アニメ
- テイルズ オブ ヴェスペリア 〜The First Strike〜（2009年）原画
- 劇場版 魔法先生ネギま! ANIME FINAL（2011年）作画監督補佐